# Monestir del Reboster
El monestir del Reboster (en grec: Μονή Δοχειαρίου, Moní Dokhiariu) és un monestir ortodox del mont Atos, a Grècia. És el desè monestir de la jerarquia dels monestirs de la Muntanya Sagrada. Està situat al mig de la península de l'Atos, a tocar de la badia de Sigitikos. Fundat en el segle x per Efthymios, deixeble de sant Atanasi. La celebració del monestir està dedicada als arcàngels Miquel i Gabriel, i se celebra el 8 de novembre segons el calendari gregorià (el 23 de novembre segons el calendari julià). El monestir acull la icona de la Verge «que escolta ràpid [les pregàries]» (Gorgoipíkoos). La biblioteca conté 545 manuscrits, 62 dels quals són pergamins, i més de 5.000 llibres impresos.